# Nuremberg International Toy Fair
Nuremberg International Toy Fair (Spielwarenmesse) là triển lãm đồ chơi lớn nhất thế giới được tổ chức từ năm 1949. Triển lãm là không gian dành riêng cho đại diện của những công ty sản xuất đồ chơi, các nhà báo và các khách mời. Hàng năm có 2,700 khách tham dự tới từ khoảng 60 quốc gia tới triển lãm, được tổ chức trong 6 ngày. Năm 2011 chứng kiến sự có mặt của 79,000 khách tham dự, trong đó 54% là khách quốc tế. Triển lãm Spielwarenmesse được tổ chức bởi Spielwarenmesse eG - một trung tâm cung cấp dịch vụ marketing - với trụ sở tại Nuremberg, Đức.

## Dòng sản phẩm
Hàng năm có khoảng 1 triệu sản phẩm được trưng bày tại triển lãm, 70,000 trong số đó là sản phẩm mới. Chúng thuộc 12 thể loại sản phẩm khác nhau:
- - Đồ chơi xây lắp
  - Đồ chơi ray tàu hỏa và phụ kiện
  - Đồ chơi kỹ thuật, giáo dục và hoạt náo
  - Búp bê
  - Văn hóa phẩm
  - Đồ chơi trang trí lễ hội
  - Đồ chơi thủ công
  - Đồ chơi mỹ nghệ
  - Trò chơi ngoài chơi
  - Đồ dùng học tập
  - Đồ chơi cho trẻ sơ sinh
  - Đồ chơi kết hợp

## Giải thưởng
Các sản phẩm giành được giải thưởng thường hội tụ các tiêu chuẩn như sự sáng tạo, ý nghĩa trò chơi và kỹ năng chơi. Một nhóm các chuyên gia trong ngành sẽ tìm ra người thắng cuộc theo 5 nhóm giải thưởng:
- Đồ chơi cho trẻ sơ sinh
- Đồ chơi cho bé nhỏ
- Đồ chơi cho bé đã đi học
- Đồ chơi cho trẻ vị thành niên
- Giải đặc biệt

## Hội nghị Đồ chơi Quốc tế
Hội nghị Đồ chơi Quốc tế diễn ra vào ngày cuối cùng của triển lãm, và là nơi khách tham dự bàn luận về các chủ đề quan trọng trong ngành đồ chơi thế giới, vd: độ bền, độ an toàn, các phương thức marketing hiện hành,...